# Edmonton Brickmen
Edmonton Brickmen is een voormalige Canadese voetbalclub uit Edmonton, Alberta. De club werd opgericht in 1986 en opgeheven in 1989. De club speelde één seizoen in de Western Soccer Alliance en drie seizoenen in de Canadian Soccer League. Hierin werden geen aansprekende resultaten behaald.

## Bekende (ex-)spelers
- Justin Fashanu
- Roy Tular